# Manfred Grashof
Manfred Grashof (* 3. Oktober 1946 in Kiel) ist ein ehemaliger deutscher Terrorist der Rote Armee Fraktion (RAF). Nach seiner Verhaftung 1972 wurde er 1977 wegen Mordes zu lebenslanger Freiheitsstrafe verurteilt und 1988 begnadigt.

## Leben
Grashof desertierte im Sommer 1969, zusammen mit elf anderen, von der Bundeswehr, worauf sie verhaftet und in die Bundesrepublik Deutschland gebracht wurden. Wenig später ging er wieder nach West-Berlin und zog in die Kommune 2 ein. Nach der Baader-Befreiung schloss er sich der RAF an. Zusammen mit seiner Freundin, dem RAF-Mitglied Petra Schelm, und etwa 20 anderen Gruppenmitgliedern ließ er sich im Sommer 1970 in einem Camp der Al Fatah in Jordanien militärisch ausbilden.
Am 10. Februar 1971 kam es in Frankfurt zum ersten Schusswechsel mit der Polizei, bei dem er und Astrid Proll entkamen. Bis 1972 beteiligte sich Grashof am Aufbau der Logistik der RAF und an mehreren Banküberfällen in Berlin. Grashof war Spezialist für gefälschte Ausweispapiere, die er in so guter Qualität herstellte, dass sie bei Ausweiskontrollen nicht auffielen. Er gehörte zur Kommandoebene und zum harten Kern um Andreas Baader, Gudrun Ensslin, Holger Meins, Jan-Carl Raspe und Ulrike Meinhof. Am 2. März 1972 wurde Grashof in einer konspirativen Wohnung in Hamburg, in der eine Fälscherwerkstatt untergebracht war, von der Polizei gestellt. Es kam zu einem Schusswechsel, bei dem Grashof den Leiter der SOKO „Baader/Meinhof“, Hans Eckhardt, mit zwei Dum-Dum-Geschossen in Schulter und Bauch schoss. Diese Geschosse waren an der Spitze abgefeilt und rissen große Wunden. Eckhardt erlag nach einem zwanzigtägigen Koma mit kurzen Augenblicken des Bewusstseins und großen Schmerzen seinen Verletzungen. Grashof selbst wurde angeschossen und verletzt. Er wurde zusammen mit Wolfgang Grundmann verhaftet.
Nach seiner Verhaftung wurde Grashof auf Weisung des Ermittlungsrichters am Bundesgerichtshof, Wolfgang Buddenberg, noch schwer verletzt vom Haftkrankenhaus in die Untersuchungshaftanstalt verlegt. Diese Maßnahme wurde von Grashof als zu früh empfunden. In einem Interview mit der taz schilderte er 2008 die hygienischen Bedingungen seiner Gefängniszelle als unzureichend und gab an, die Ärzte hätten gegen den Transport protestiert. Im Mai 1972 wurde Buddenbergs Frau durch eine Autobombe in Buddenbergs PKW VW 1300 L schwer verletzt. Entgegen ihrer Gewohnheit, hatte sie an diesem Tag das Fahrzeug benutzt. Zu der Tat bekannte sich das „Kommando Manfred Grashof“ der RAF.
Während seines Verfahrens in Kaiserslautern ließ er sich von bis zu 15 Wahlverteidigern vertreten, was maßgeblich dazu beitrug, dass die Strafprozessordnung geändert wurde. Seitdem stehen einem Angeklagten in allen deutschen Strafverfahren höchstens drei Wahlverteidiger zur Seite. Am 2. Juni 1977 wurde er wegen Mordes zu lebenslanger Freiheitsstrafe verurteilt.
In der Haft beklagte sich Grashof über seine Haftbedingungen und bezeichnete sie als Isolation. Die rheinland-pfälzischen Behörden sprachen von „strenger Einzelhaft“. 1975 und 1977 versuchten Mitglieder der zweiten Generation der RAF erfolglos, durch die Geiselnahme von Stockholm und die Schleyer-Entführung, Grashof und andere freizupressen.
1984 heiratete Grashof im Gefängnis die Berliner Ärztin und frühere Kommunardin Dorothea Ridder. Mitte der 1980er-Jahre sagte sich Grashof von der RAF los und zeigte nichtöffentlich Reue und Distanz zur RAF – allerdings nie direkt oder indirekt gegenüber den Angehörigen des ermordeten Polizisten Eckhardt. Dies wurde im Mai 2007 von der Witwe in einem Spiegel-Interview bestätigt. Im Herbst 1988 begnadigte der damalige Ministerpräsident von Rheinland-Pfalz, Bernhard Vogel (CDU), Manfred Grashof nach 16 Jahren Haft. Vogel hatte Grashof zuvor im Gefängnis besucht. Eine Anhörung oder Unterrichtung der Polizistenwitwe wurde von Vogel – entgegen eigener Behauptung – nicht veranlasst. Im März 1989 wurde Grashof nach 17 Jahren Haft freigelassen.
Seit 1987 arbeitet Manfred Grashof im Grips-Theater in Berlin. Der Verurteilte kam als Freigänger zum Theater, später wurde er als Techniker eingestellt. Im Erfolgsstück Baden gehen spielte er 2005 einen Polizisten.
Im Film Der Baader Meinhof Komplex (2008) wurde er von Andreas Tobias gespielt.